# Idelphonse Favé
Idelphonse Favé, född den 28 februari 1812 i Dreux, död den 14 mars 1894 i Paris, var en fransk artilleriofficer och militärförfattare.
Favé blev ordonnansofficer hos Napoleon III, 1855 professor vid polytekniska skolan och 1865 direktör för densamma samt brigadgeneral. Under belägringen av Paris 1870-71 förde han befälet över en del av fältartilleriet. År 1874 drog han sig tillbaka till privatlivet. I det av Napoleon III utgivna arbetet Étude sur le passé et l'avenir de l'artillerie (1846-72) är banden 3-6 av Favé. Av hans övriga arbeten kan nämnas Nouveau système d’artillerie de campagne de Louis Napoléon Bonaparte (1850) och De la réforme administrative de l'armée française, avec un projet de loi (1875). Favé blev 1876 ledamot av Institutet.